# Ida Wiszomirska
Ida Wiszomirska – polska fizjoterapeutka, prorektor Akademii Wychowania Fizycznego Józefa Piłsudskiego w Warszawie.

## Życiorys
Ida Wiszomirska w 1995 obroniła na Wydziale Rehabilitacji Akademii Wychowania Fizycznego w Warszawie na kierunku fizjoterapia pracę magisterską Zmiany roczne cech somatycznych i sprawnościowych dzieci z klatką piersiową lejkowatą (promotorka – Elżbieta Promińska). W 2003 była stażystką w Klinice Ortopedycznej w Erlangen. Ukończyła praktyki prosektoryjne w Zakładzie Anatomii Akademii Medycznej w Warszawie. W 2004 uzyskała na AWF stopień doktora nauk o kulturze fizycznej w zakresie rehabilitacji ruchowej na podstawie rozprawy: Profilaktyka postępującego ograniczenia sprawności dzieci z dystrofią typu Duchenne’a (promotor – Andrzej Seyfried. W 2018 uzyskała habilitację z nauk o kulturze fizycznej, przedstawiając osiągnięcie: Stabilność posturalna i możliwości jej korekcji w prewencji upadków.
Specjalizuje się w zakresie zaburzeń postawy, stabilności posturalnej, chodu, badań EMG, rehabilitacji chorób nerwowo-mięśniowych, badań oddechowych czy profilaktyki urazowości w sporcie. Stworzyła autorski program kinezjologii na kierunku fizjoterapia i terapia zajęciowa.
Od 1995 zawodowo związana z macierzystym wydziałem, początkowo jako asystentka, a od 2004 jako adiunktka. W latach 2012–2019 kierowała Zakładem Anatomii i Kinezjologii, Katedrą Nauk Przyrodniczych; a od 2019 do 2020 Katedrą Nauk Przyrodniczych. W latach 2016–2020 prodziekan ds. rozwoju. Prorektor ds. studenckich i kształcenia w kadencji 2020–2024.
W latach 1995–2003 tworzyła i kierowała zespołem fizjoterapeutów w Towarzystwie Zwalczania Chorób Mięśni w Warszawie. Od 2004 członkini Rady Naukowej Towarzystwa.
Odznaczona Brązowym Medalem za Długoletnią Służbę. Wyróżniona nagrodą dydaktyczną Rektora Warszawskiego Uniwersytetu Medycznego oraz sześciokrotnie nagrodą Rektora AWF.

## Publikacje książkowe
- Anatomia układu ruchu człowieka, 2009, 2015.